# IC 2404
IC 2404 је лентикуларна галаксија у сазвјежђу Рак која се налази на листи објеката дубоког неба у Индекс каталогу.
Деклинација објекта је + 29° 29' 29" а ректасцензија 8h 48m 10,3s. Привидна величина (магнитуда) објекта IC 2404 износи 14,5 а фотографска магнитуда 15,5. IC 2404 је још познат и под ознакама CGCG 150-34, PGC 24725.